# 托穆尔鼠耳芥
托穆尔鼠耳芥（学名：Arabidopsis tuemurica）为十字花科鼠耳芥属的植物，为中国的特有植物。分布于中国大陆的新疆等地，生长于海拔2,400米的地区，目前尚未由人工引种栽培。